# Kaempferia cuneata
Kaempferia cuneata là một loài thực vật có hoa trong họ Gừng. Loài này được François Gagnepain mô tả khoa học đầu tiên năm 1905.

## Mẫu định danh
Mẫu định danh: MNHN-P-P00686526; là hình vẽ  từ các mẫu cây trồng trong nhà kính của Bảo tàng Lịch sử Tự nhiên Quốc gia Pháp thu thập ngày 30 tháng 8 năm 1903 và ngày 26 tháng 6 năm 1905. Mẫu holotype lưu giữ tại Bảo tàng Lịch sử Tự nhiên Quốc gia Pháp ở Paris (P).

## Từ nguyên
Tính từ định danh cuneata (giống đực: cuneatus, giống trung: cuneatum) là tiếng Latinh, nghĩa là hình nêm; ở đây là để nói tới mào bao phấn hình nêm của loài này.

## Phân bố
Gagnepain viết rằng Probablement originaire des Indes orientales. Indo-Chine? (Có lẽ có nguồn gốc từ Đông Ấn. Đông Dương?), nhưng POWO cho rằng nó có ở Việt Nam.

## Mô tả
Cây thảo cao 25-30 cm. Thân rễ lâu năm, tụ lại thành chùm, mập, hình thoi. Lá 2 hoặc hơn, mọc thành chùm; cuống lá dài bằng phiến lá, tới 15 cm, có rãnh, có lông áp ép; phiến lá hình trứng-hình tim, thường hình mác, tới 15 × 7 cm, đáy và đỉnh thon nhỏ dần, mặt trên màu xanh lục sẫm, với các dải nhạt màu hơn, mặt dưới màu tía, cả hai mặt thưa lông. Hoa 3-5 trong cành hoa bông thóc ngắn, cành hoa bông thóc dài 5-6 cm, phần thò ra ngoài cuống cụm hoa dài 3 cm; cuống cụm hoa cho tới giữa có bẹ che khuất, như thò ra từ giữa cuống lá; các lá bắc ngài màu xanh lục, dài 4 cm, có lông gióng như lá bắ con che khuất đài hoa. Hoa màu tím hoa cà, phần giữa màu trắng. Đài hoa hình ống, dài 3 cm, mặt ngoài có lông, đỉnh có răng, các răng dài 6-7 mm, hình tam giác, nhọn. Ống tràng thò ra, dài 4-4,5 cm; các thùy 1,8-2 × 0,2-0,3 cm, màu trắng, hình mác-nhọn sau đó mở ra. Các nhị lép bên 2 × 1,3 cm, với cánh môi tạo thành phễu, hình trứng ngược-hình nêm, đỉnh thuôn tròn, đáy có vuốt. Cánh môi 1,5 × 3 cm, 2 thùy tới đáy, các thùy 1,7 × 1 cm, chia tách đủ để giả lập như nhị lép bên. Nhị hoa dài 1,2 cm. Bao phấn không cuống, các ngăn song song, dài 5 mm; mô liên kết trên đỉnh tạo thành mào dạng phiến, hình nêm, dài 7 mm, đỉnh rộng 3 mm, đáy rộng 1 mm. Nhụy lép 0. Vòi nhụy hình chỉ; đầu nhụy hình cầu, mép có lông rung. Bầu nhụy 3 ngăn, có lông.
Theo Gagnepain loài này gần giống với K. elegans và K. clivalis. Ông cũng đề xuất bổ sung khóa nhận dạng loài (conspectus specierum) cho nó là 34bis ngay bên dưới số 33 K. clivalis trong Schumann (1904) Tuy nhiên, hiện nay thì K. clivalis được xác định là đồng nghĩa của Boesenbergia clivalis (Ridl.) Schltr., 1913.